# 斯氏裸胸鱔
斯氏裸胸鱔，又稱斯氏裸胸鯙，為輻鰭魚綱鰻鱺目鯙亞目鯙科的其中一種，分布於中東太平洋的夏威夷群島海域，棲息深度5-124公尺，體長可達91公分，為底棲性魚類，生活在向海礁石區，屬肉食性，生活習性不明，可作為觀賞魚。

## 擴展閱讀
維基物種上的相關：斯氏裸胸鱔